# 彩虹绕东京
彩虹绕东京（英語：Rainbow Reel Tokyo）是一个在日本东京主办的针对LGBT题材的国际电影节，每年7月在东京港区青山的螺旋大厦会堂举办。2015年前，该电影节名为“东京国际男同性恋与女同性恋电影节”（Tokyo International Lesbian & Gay Film Festival）；而在1997年之前，该电影节曾用名“东京国际男同性恋与女同性恋电影电视节”（東京国際レズビアン&ゲイ・フィルム&ビデオ・フェスティバル）。
1992年3月6日－8日，在日本东京中野区的中野太阳广场的某件培训室内举行的小规模电影研讨会成为了本电影节的发端。随后，电影节移师在吉祥寺举行了数届。最后，彩虹绕东京电影节固定在东京的港区青山和新宿区举办。在电影节同期还会举行一些与主题相关的协会活动。在2004年和2005年，本电影节暂交由日本文化厅主办。
2006年，第15届电影节分别在东京女士广场（東京ウィメンズプラザ）和螺旋大厦会堂举行。2008年和2009年除了在青山的螺旋大厦会堂设立会场之外，也在新宿区的新宿瓦尔德9设立了会场。这是在青山举行电影节之后，首次在青山以外的地区设立会场。2014年和2015年，电影节在螺旋大厦会堂之外还分别选择了Euro Space和Cinem@rt新宿作为会场。电影节自1999年之后固定在秋季7月举办，但在2011年由于东日本大震灾而改在冬季12月举办。
2016年，第25届电影节改由“特定非盈利活动法人彩虹绕东京”主办；同时电影节名字变更为“第25届彩虹绕东京～东京国际男同性恋与女同性恋电影节～”（第25回レインボー・リール東京〜東京国際レズビアン&ゲイ映画祭〜）。

## 历届电影节

### 2016年（第二十五届）
| 中文译名           | 原标题 英译标题 | 制作年份 | 制作国家或地区                  |
| ------------------ | --------------- | -------- | ------------------------------- |
| 恋恋棋盘           |                 | 2015年   | 泰國， 香港， 美国， 印度尼西亞 |
| 我的初恋女孩       |                 | 2015年   | 美国                            |
| 同志宝贝           |                 | 2015年   |                                 |
| 失去的女孩         |                 | 2015年   | 瑞典                            |
| 勃艮第公爵         |                 | 2014年   | 英国， 匈牙利                   |
| 同船爱歌           |                 | 2016年   | 法國                            |
| 美好时节           |                 | 2015年   | 法國， 比利时                   |
| 西北西             |                 | 2015年   | 日本                            |
| 来自远方           |                 | 2015年   | 委內瑞拉， 墨西哥               |
| 高跟鞋革命         |                 | 2015年   | 日本                            |
| 末路记事（重制版） |                 | 2008年   | 美国                            |
| 神秘肌肤           |                 | 2004年   | 美国                            |